# Universidad de Mzuzu
La Universidad de Mzuzu (en inglés: Mzuzu University) es una de las principales universidades del país africano de Malaui. La escuela está situada en Mzuzu, en la región norte de Malaui. Fue fundada en 1997 y aceptó a sus primeros estudiantes en 1999. El profesor Peter Mwanza, que más tarde se incorporó a la política y se convirtió en un ministro del gabinete, participó activamente en el establecimiento de la universidad. Fue Presidente del Consejo Universitario, y más tarde Vicerrector de la misma.

## Departamentos
La institución cuenta con departamentos de:
- Humanidades
- Lenguas y Literatura
- Matemáticas (Inglés)
- Física
- Biología
- Educación y Enseñanza Estudios
- Silvicultura
- Estudios de Energía Renovable
- Química
- Biblioteconomía y Documentación
- Tecnología de Información y Comunicación
- Recursos hídricos
- Pesca
- Gestión de Turismo
- Enfermería
- Gestión del suelo